# Utrilla
Utrilla es una villa de la provincia de Soria, partido judicial de Almazán, comunidad autónoma de Castilla y León, España. Pueblo de la  Comarca de Arcos de Jalón que pertenece al municipio de Arcos de Jalón.

## Situación

Término municipal de Arcos de Jalón.

Está situada en el sur de la provincia y ubicada en la comarca de las Vicarías, aproximadamente a 850 metros de altitud sobre el nivel del mar, en el valle del Margón, entre las sierras de la Mata y el Moedo. Desde Aguaviva de la Vega, bajan las escasas aguas del arroyo del Margón, camino de río Jalón.
Dista aproximadamente 75 kilómetros de la capital de provincia. Limita al norte con la Puebla de Eca y Chércoles, al sur con Arcos de Jalón y Jubera, al este con Almaluez y al oeste con Aguaviva de la Vega.
En la actualidad depende judicialmente de Almazán y al obispado del El Burgo de Osma. Antiguamente pertenecía al partido judicial de Medinaceli y al obispado de Sigüenza. El municipio de Utrilla, hasta su fusión con el municipio de Arcos de Jalón, en el año 1970, era una entidad con personalidad propia. La corporación municipal, la componían nueve personas, alcalde, teniente de alcalde, tesorero, cuatro concejales, un alguacil, y el secretario; a excepción de estos dos últimos, el resto de la municipalidad eran cargos honoríficos. Para evitar dirimir las diferencias en los Juzgados de Instrucción, y legitimar uniones matrimoniales entre los habitantes de la Villa, una persona del pueblo elegida democráticamente por los ciudadanos desempeñaba las funciones de juez de paz

## Entorno

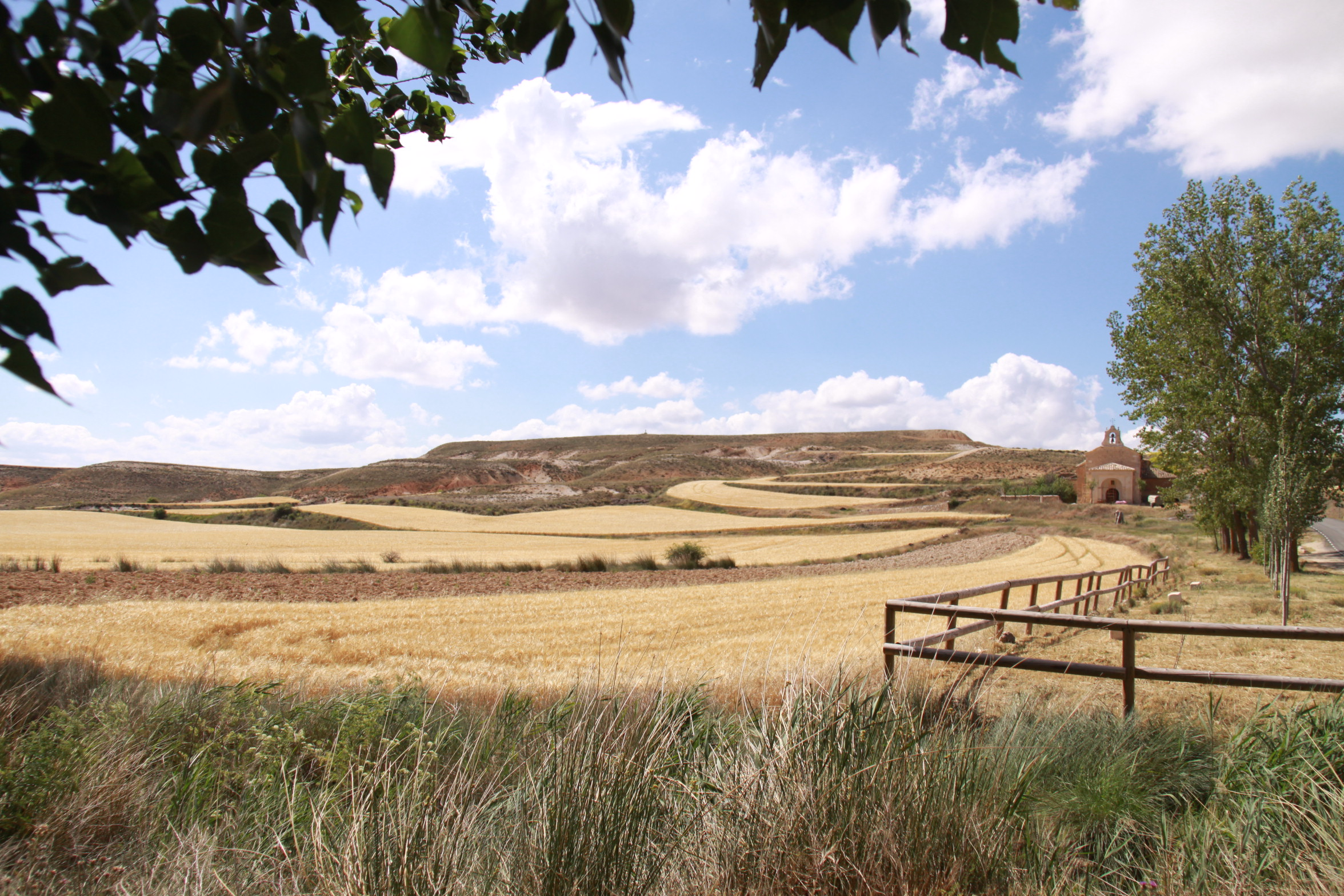

La vegetación natural está condicionada, como suele ser común, por el clima, el suelo, y la intensidad de la explotación humana. En las partes bajas existe una vegetación de carácter estepario, mientras que a medida que se gana altitud hacia las estribaciones de la sierra de la Mata y del Moedo, se van percibiendo grupos de encinares y robledales, entremezclados con plantas arbustivas como romeros, lavandas, tomillos etc.
La vegetación en las partes bajas, a causa de la explotación agraria es escasa.
Ligado al curso del río y acequias, aparecen comunidades de ribera, considerablemente reducidas, por la acusada incidencia que ha tenido el factor humano.
En fauna podemos encontrar mamíferos característicos de este tipo a hábitats como son el Jabalí así como ungulados como el Corzo y el Ciervo en menor medida. En avifauna el águila Real, Halcón Peregrino, Cernícalo, Mochuelo, Perdiz son los más característicos.

## Historia
La primera referencia documentada de Utrilla se halla en la concordia de 4 de noviembre de 1197 habida entre los clérigos y seglares de Medinaceli y sus aldeas, y el obispo de Sigüenza.

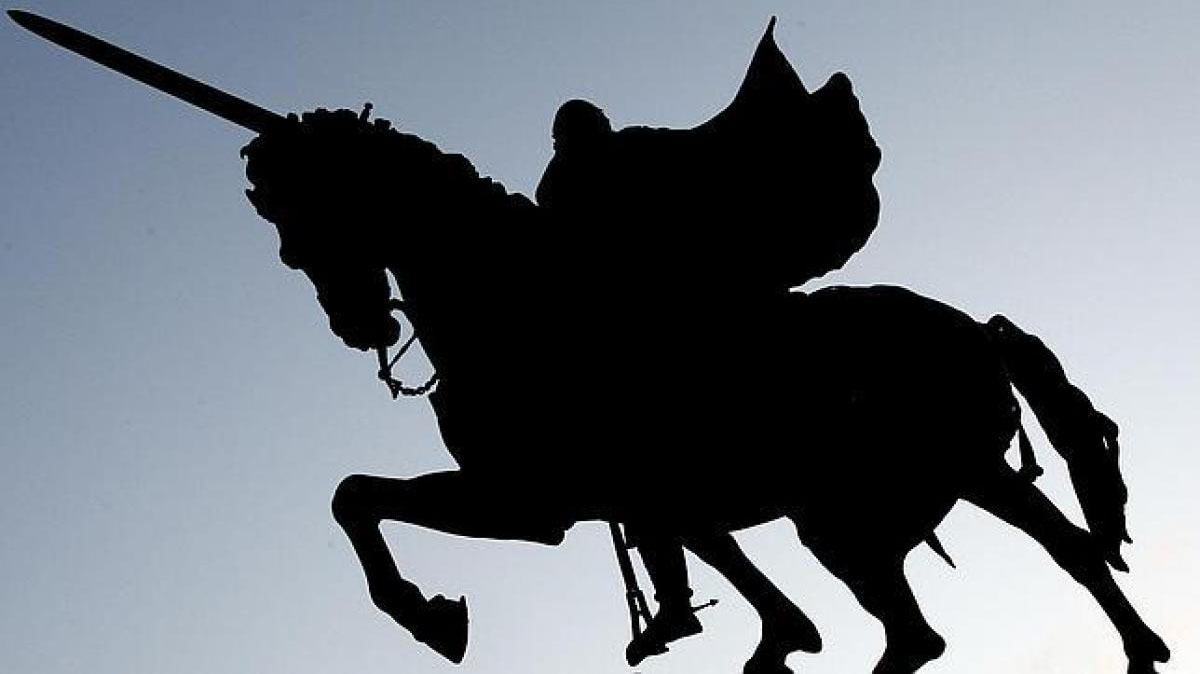
Cid Campeador

Posiblemente la etimología de la palabra Utrilla sea de reminiscencias íberas-vascas, aunque la tradición popular lo sitúa en forma de leyenda en una visita de "El Cid" a este núcleo de población:

Cuenta la tradición que una tarde de Agosto antes de hacerse el mosto, Rodrigo Díaz de Vivar, más conocido como Cid Campeador, aquí llegó, rodeado de estandartes, soldados, armas y artes a la Puerta de Encima tocó  y habló: "Oh Aldea de los vallanos ¿dónde están tus vecinos?". "Señor, por las eras y llanos recorriendo caminos. Pues, ¿Mío Cid a probar los vinos, hasta aldea llegó?", le contestaron. "No, no son mis intenciones probar unos vinos, sino hombres", replicó y no se equivocó. Una vez todos llamados se les dio allí a escoger, o volverse a las eras y prados, o al Cid como jefe tener y a la voz: "U CID O U TRILLA" muchos mozos de esta villa el trillo por espada cambiaron y Vive Dios que no erraron y tan contento el CID quedó que a la aldea, VILLA nombró y el nombre de UTRILLA otorgó.

A la caída del Antiguo Régimen la localidad se constituye en municipio constitucional en la región de Castilla la Vieja que en el censo de 1842 contaba con 124 hogares y 490 vecinos.

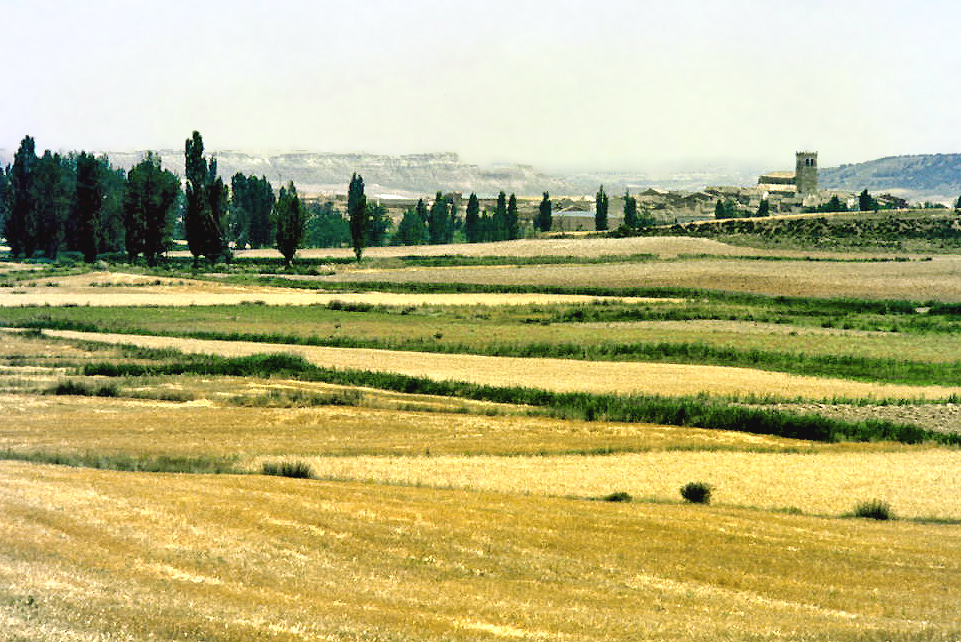
Vista de Utrilla en 1991

A finales del siglo XX este municipio desaparece porque se integra en el municipio de Arcos de Jalón, contaba entonces con 153 hogares y 566 habitantes.

## Geografía humana

### Demografía
| Gráfica de evolución demográfica de Utrilla entre 1842 y 1960 |
| |
| Población de derecho según los censos de población del INE Población de hecho según los censos de población del INEEntre el censo de 1970 y el anterior, este municipio desaparece porque se integra en el municipio 42025 (Arcos de Jalón) |

Hasta el año 1950, el territorio de Utrilla tuvo una ocupación humana más o menos ininterrumpida desde tiempos prehistóricos. A partir de esta fecha sufre un gradual descenso de la población debido a la emigración del campo a la ciudad.
En 2009 tenía una población de 92 habitantes (INE).
En el mes de agosto, y concretamente por las fiestas de San Bartolomé, la población hasta se llega a multiplicar por cinco.

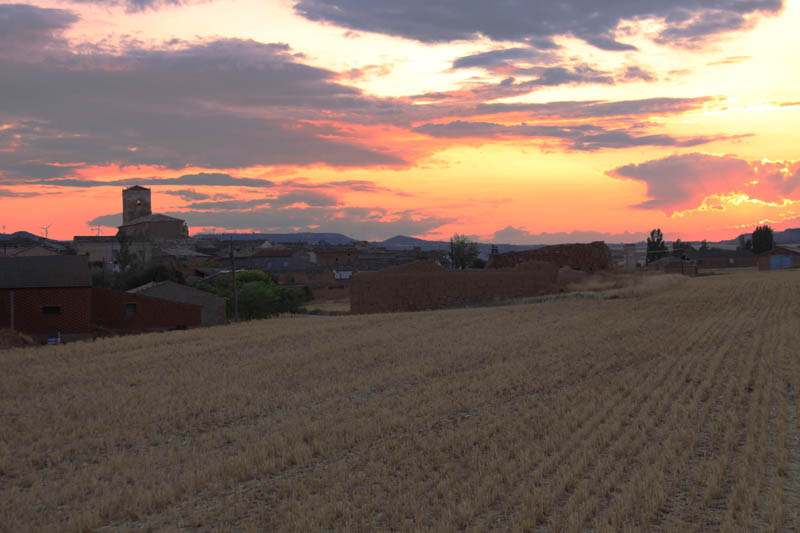

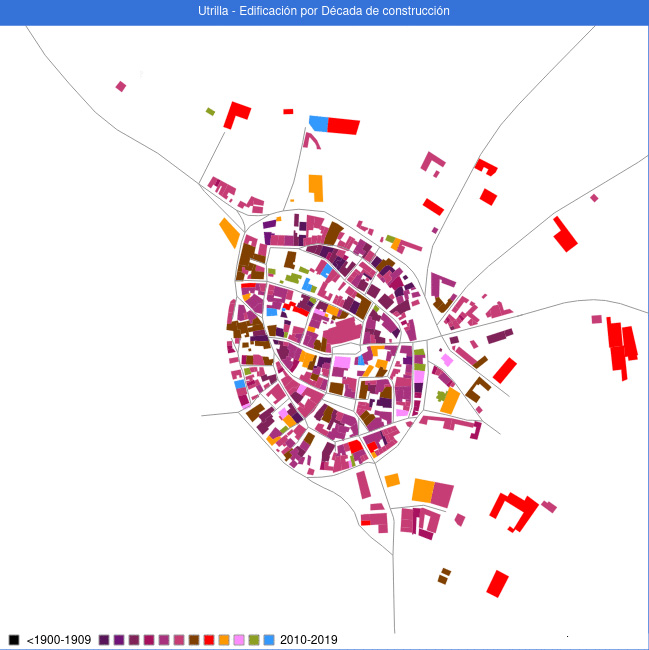

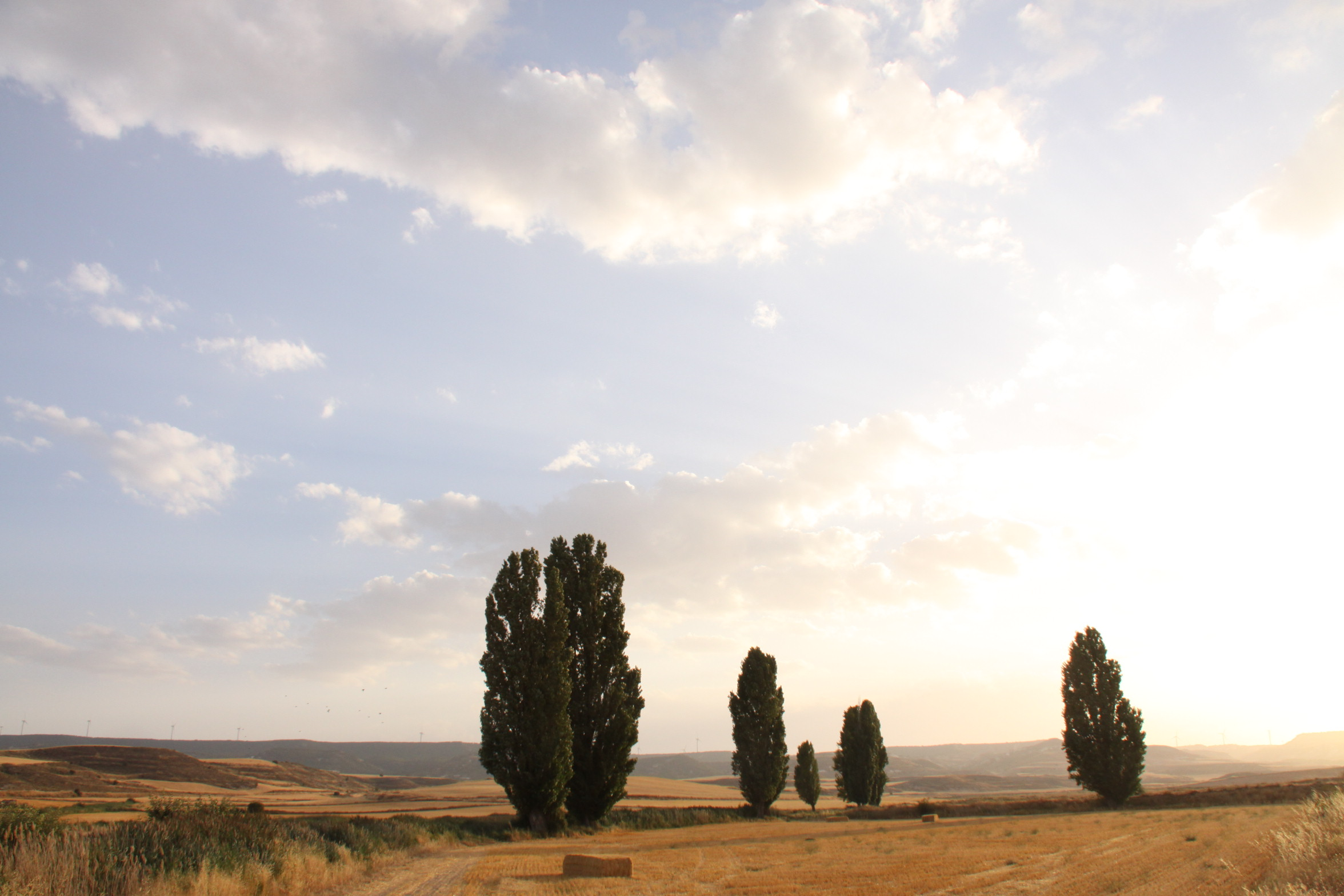

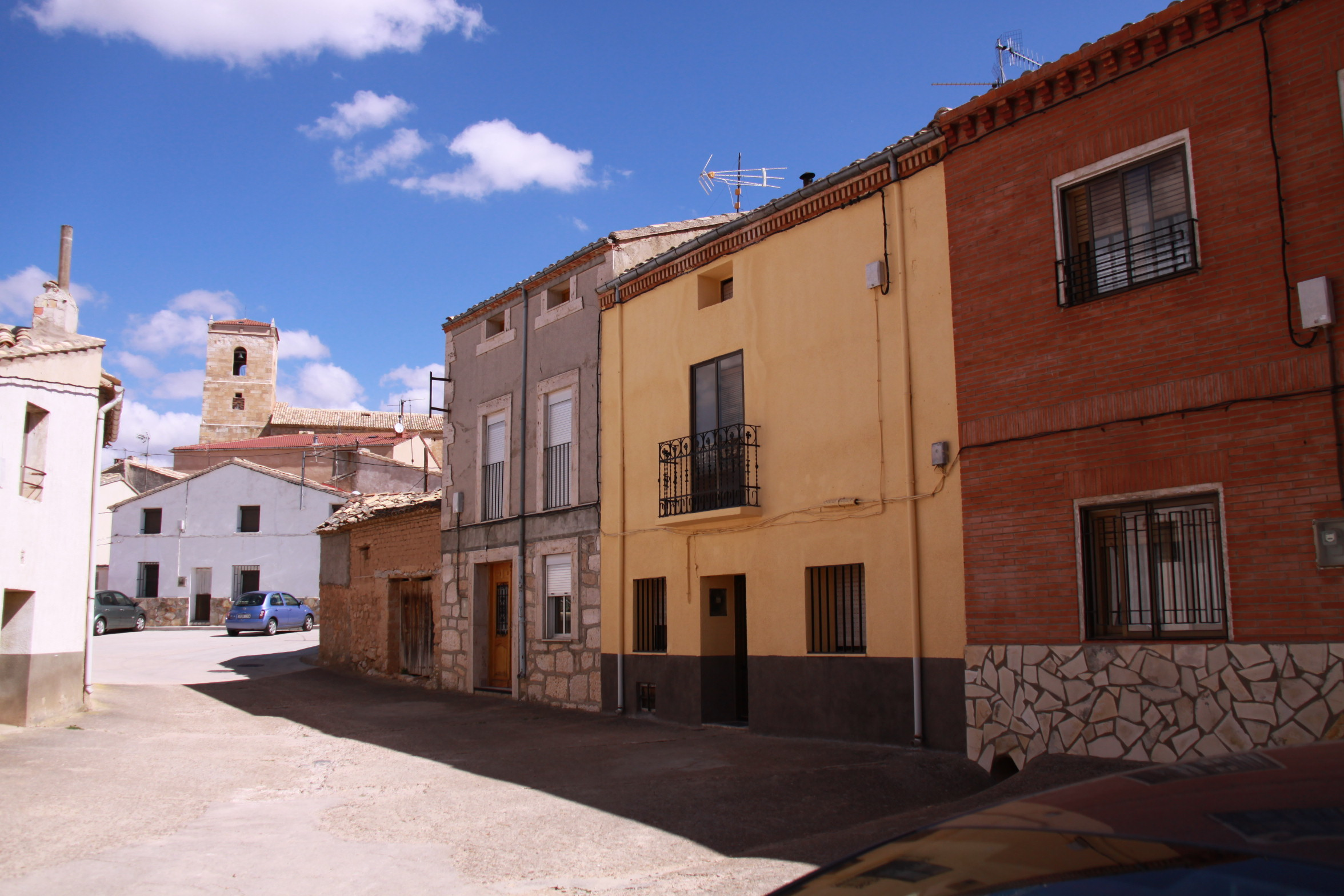

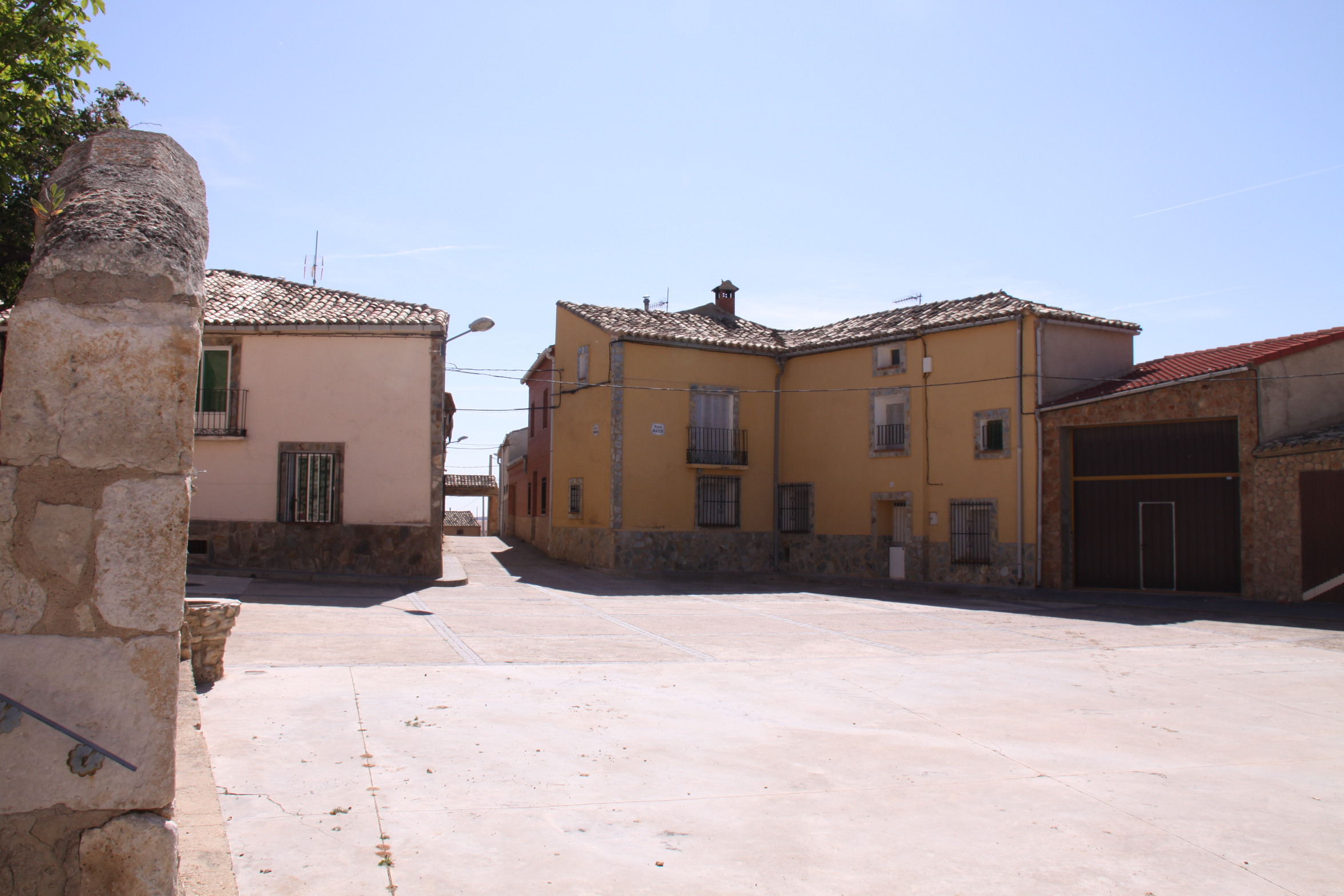

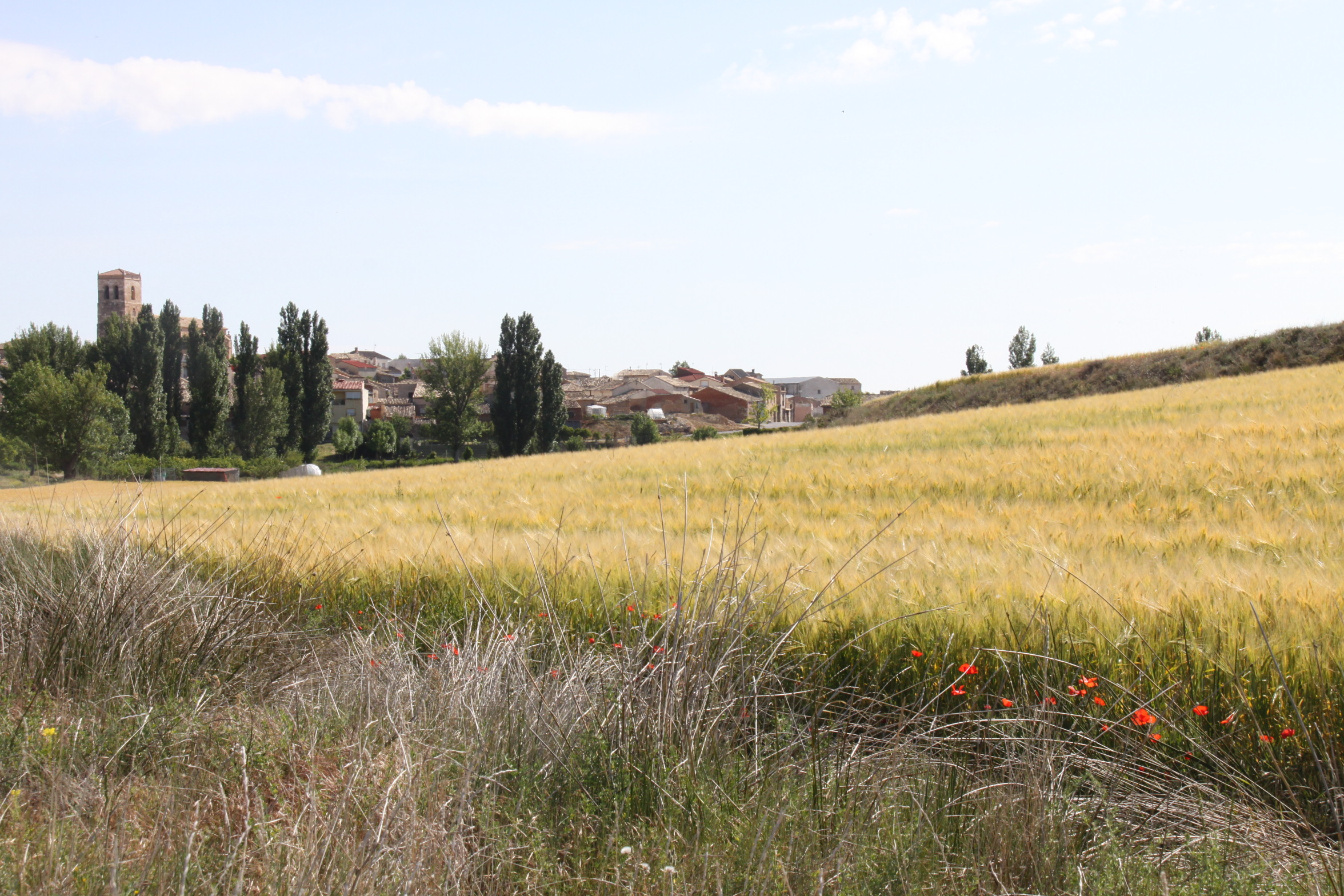

| año  | Población       |
| ---- | --------------- |
| 1752 | 649             |
| 1880 | 726             |
| 1900 | 653             |
| 1910 | 704             |
| 1920 | 786             |
| 1930 | 771             |
| 1940 | 751             |
| 1950 | 629             |
| 1960 | 548             |
| 1970 | Anexión a Arcos |
| 1981 | 234             |

| año  | Población |
| ---- | --------- |
| 1990 | 198       |
| 2002 | 121       |
| 2005 | 111       |
| 2015 | 72        |

## Arquitectura religiosa

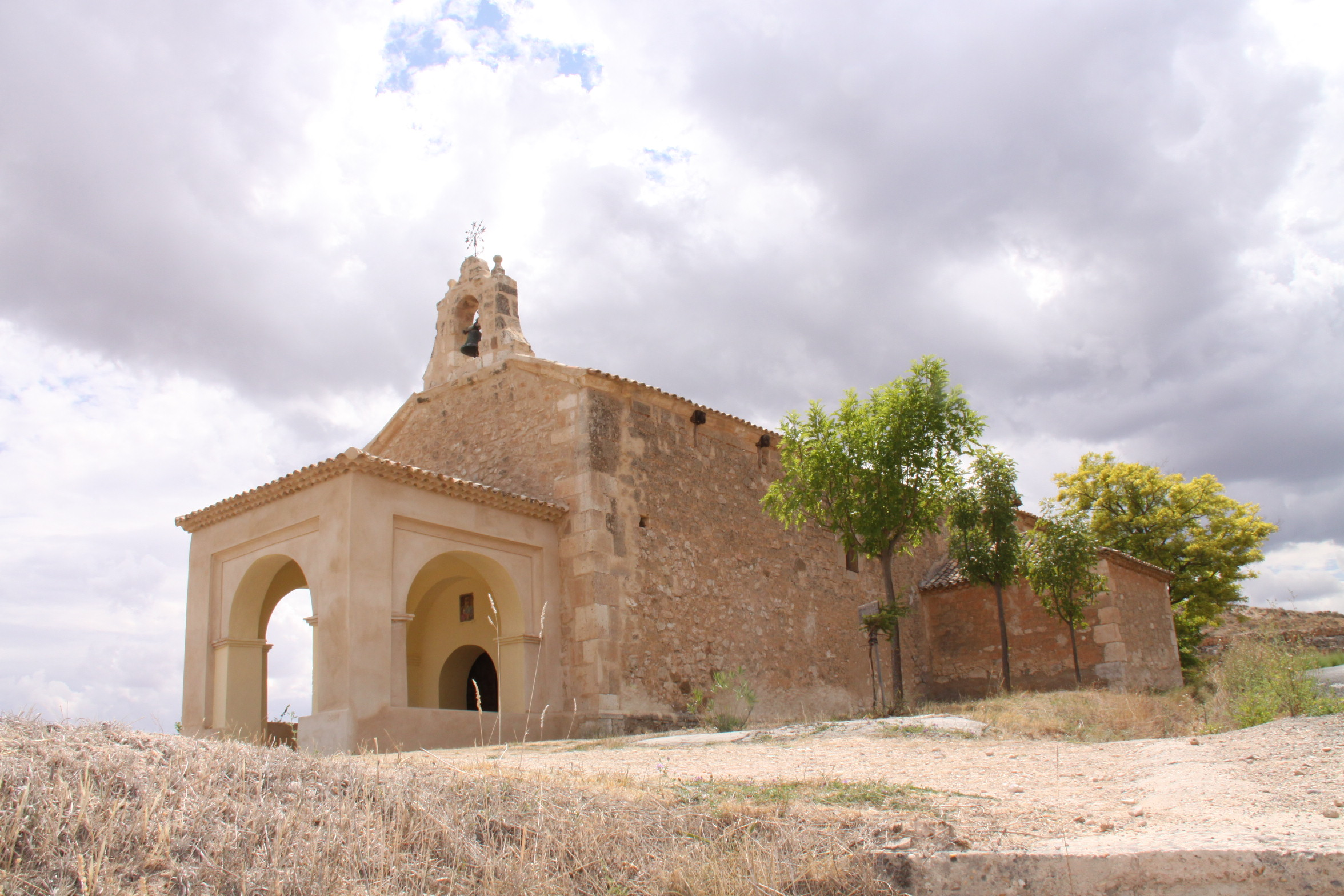
Ermita de Santa Ana.

La iglesia parroquial católica de Nuestra Señora del Valle (Utrilla) incorpora rasgos de arquitectura románica, gótica y plateresca, ya que la construcción románica del siglo XIV fue reformada en el gótico y renovada tal como se ve hoy en el siglo XVIII.
Consta de una nave central rectangular, dividida en cuatro tramos, estando el ábside al pie del campanario de base cuadrada y de cinco pisos de altura.

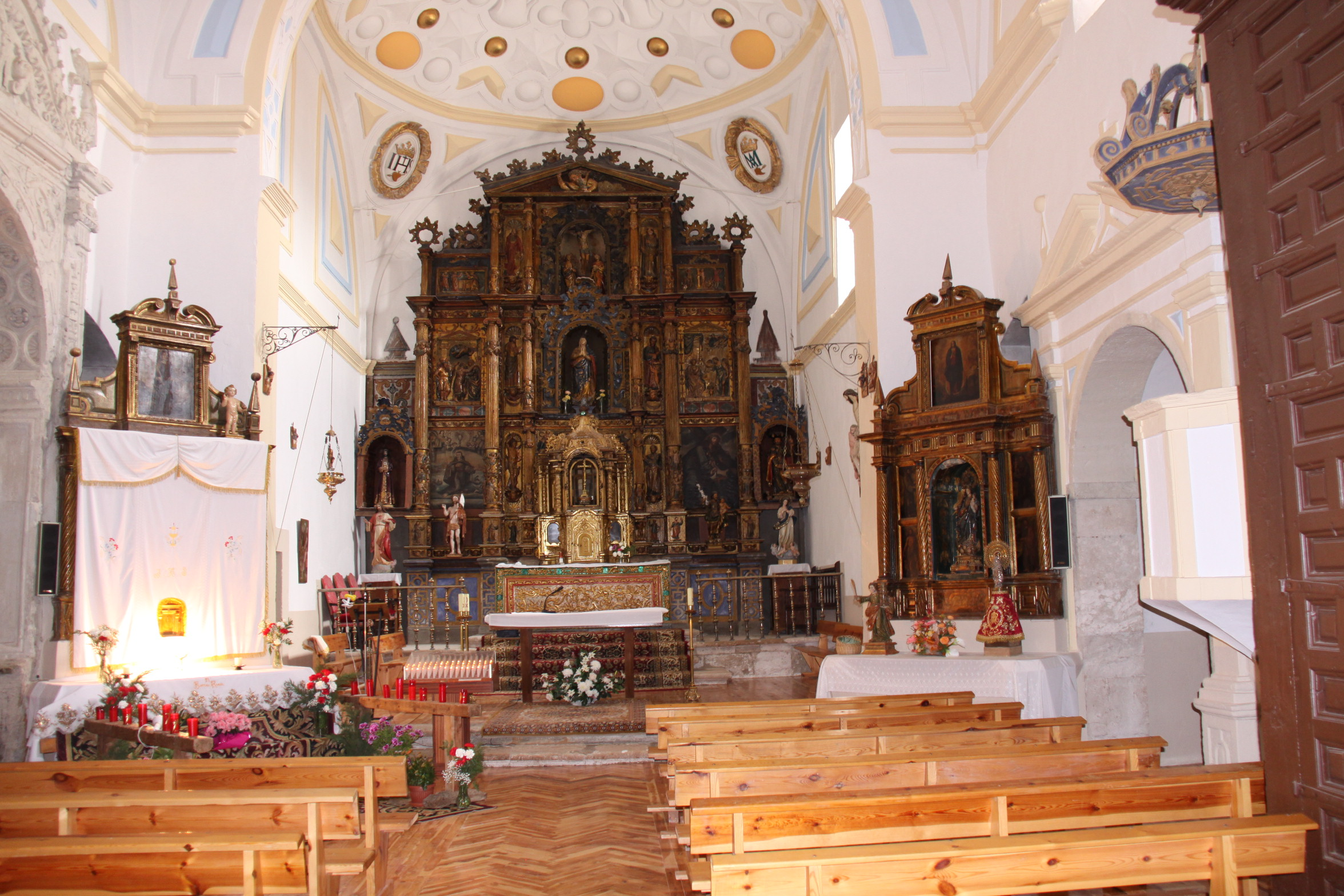
Retablo central renacentista de Nuestra Señora del Valle.

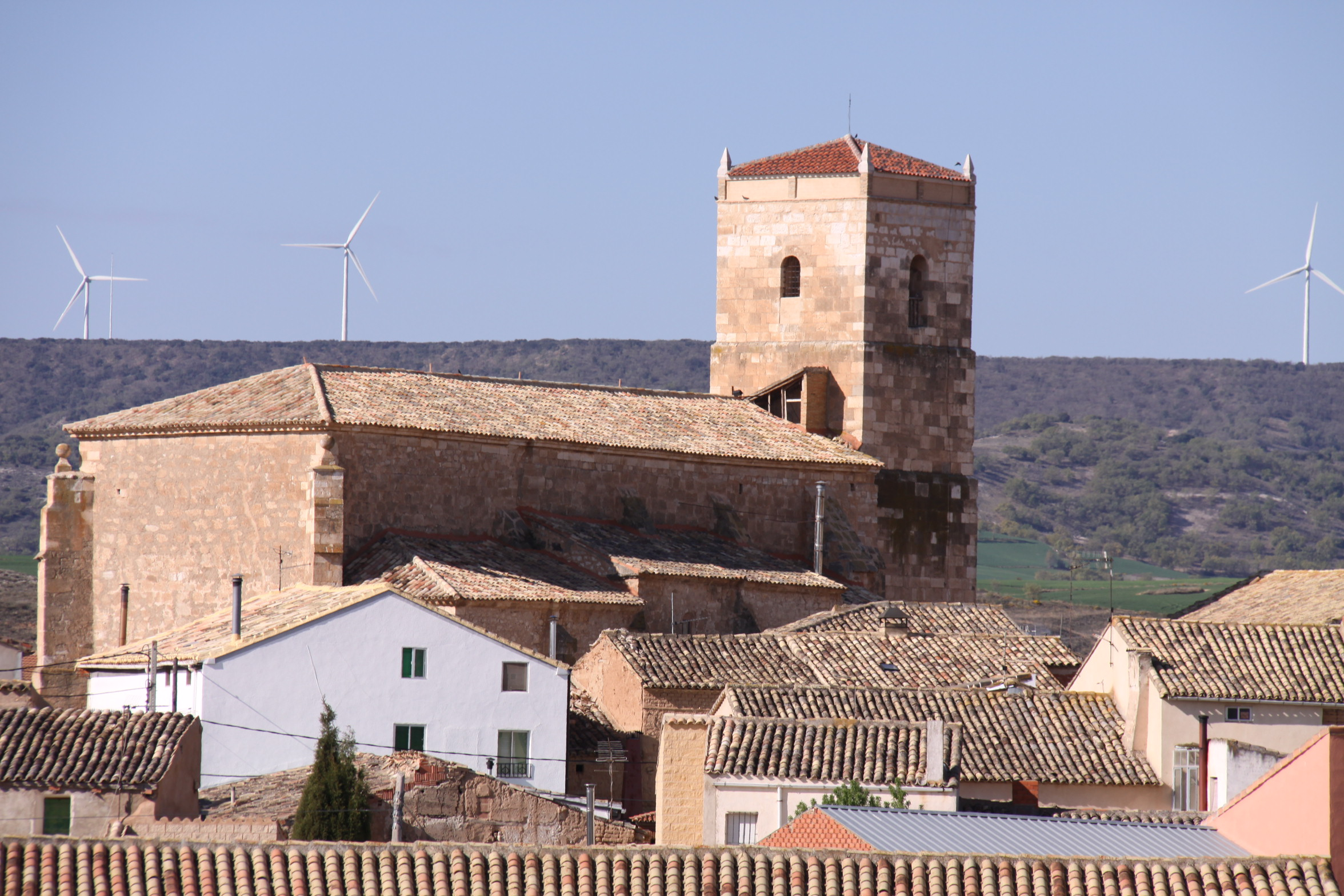
Nuestra Señora del Valle, vista posterior.

La nave central está rodeada de tres capillas laterales y de una pequeña sacristía. El retablo central, dedicado a Nuestra Señora del Valle es renacentista, del siglo XVI.
Del mismo estilo artístico son los retablos de la Virgen del Rosario, del Santo Cristo, de San Bartolomé y de la Virgen del Carmen que son del siglo XVII.
De la siguiente centuria podemos contemplar los retablos de San Pascual, San Isidro y el de San Antonio de Padua. La pila bautismal es también del siglo XVIII, así como el órgano. La villa cuenta también con la ermita de Santa Ana, antiguamente llamada del Sagrario, con un retablo del siglo XVII y con la ermita de Santa Bárbara, cuyo retablo es de la primera mitad del siglo XVIII.

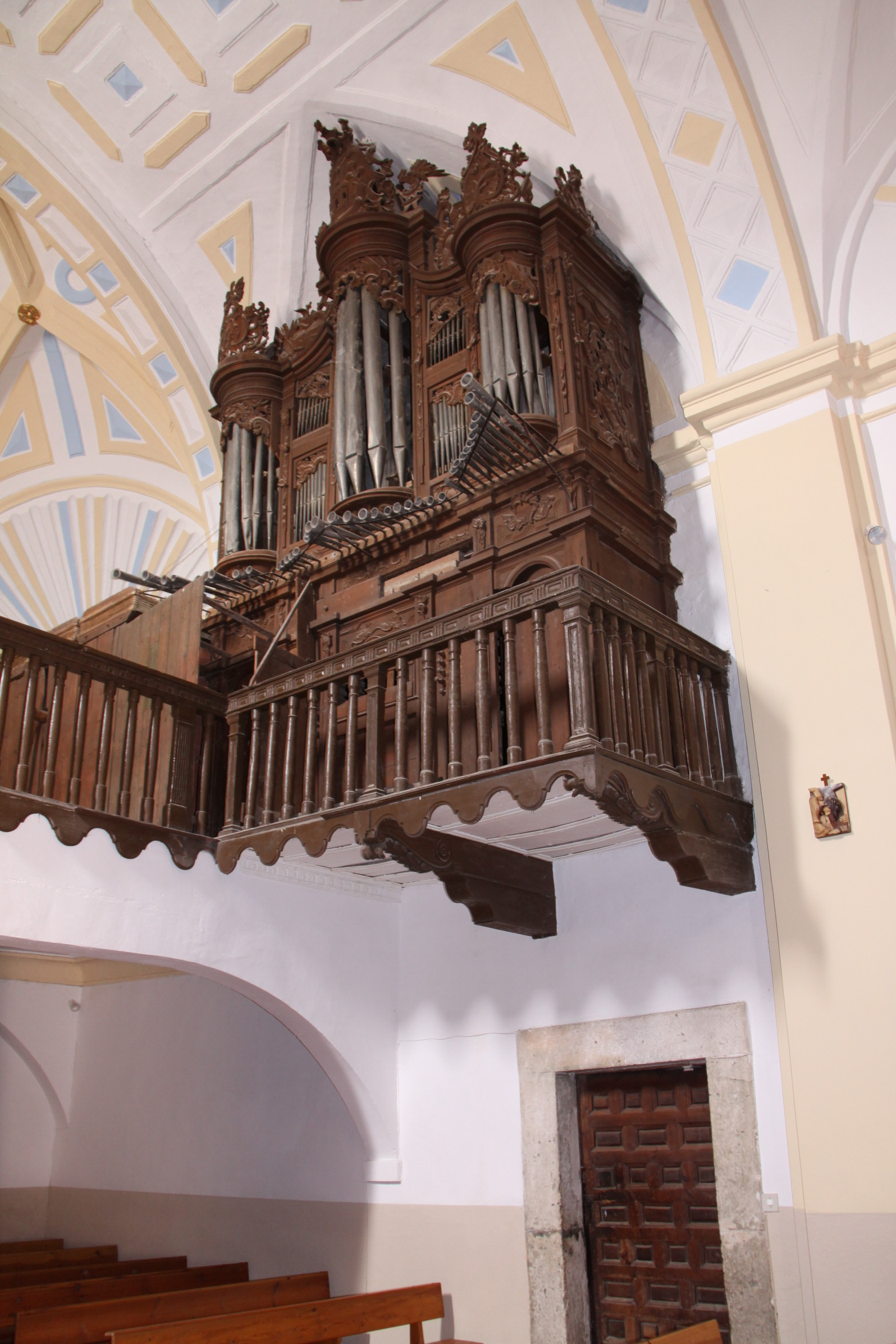
Organo de Nuestra Señora del Valle.

J.L. Palacios ha documentado la existencia del órgano de Nuestra Señora del Valle, que fue ya reparado en 1751 por el organero oficial de la diócesis de Sigüenza, Miguel López. El órgano sería nuevamente reparado por el maestro Paulino Bacho en 1756.

## Personas destacadas

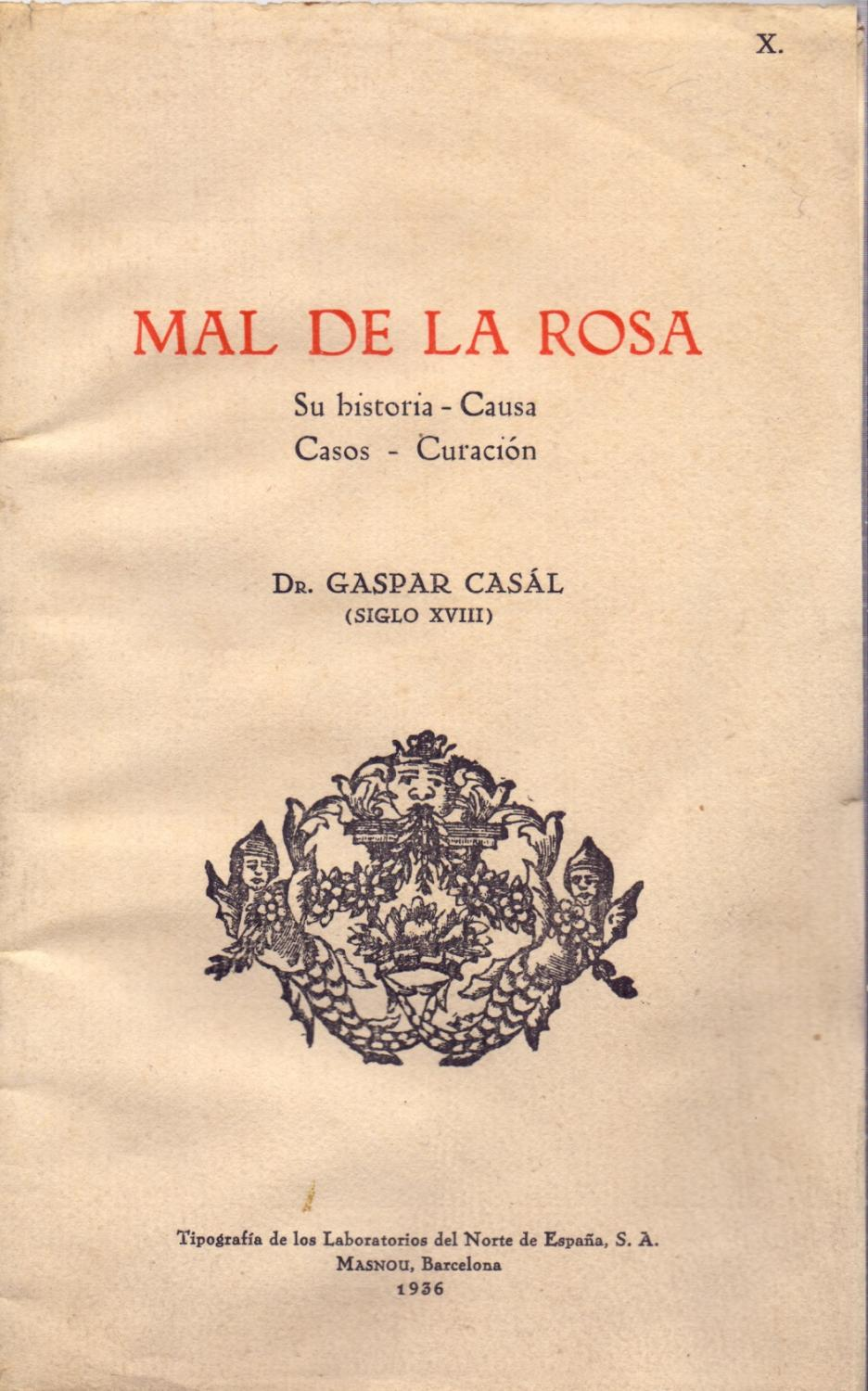

Gaspar Casal, el mejor clínico español de su siglo y ejemplo máximo de la medicina syndenhaniana, firma en su testamento cuatro años antes de su muerte que es "natural de Utrilla, diócesis de Sigüenza". Casal nació en Gerona en 1680 y figura bautizado en la parroquia de Santa Susana del Mercadal. La familia Casal se trasladó desde Gerona hasta el pueblo soriano de Utrilla, lugar de procedencia de la madre, donde Gaspar pasó su infancia. En 1713 recibe el título de bachiller en artes en la Universidad de Sigüenza, graduándose en Medicina poco después en una universidad desconocida. Apenas cumplidos los 22 años se sabe que ejerció como médico en Casas de San Galindo (La Alcarria), en Alpaseque, Barahona, Marazovel, Medinaceli, Romanillos de Medinaceli y en Madrid, ciudad que abandonó, según refiere, por ser perjudicial el clima para su salud, hasta su llegada en 1717 a Oviedo, donde ejerció durante 34 años.
Javier Calvo, dueño y constructor de “casa blasa”, casa rural en el centro del pueblo que puede llegar a acoger hasta 15 huéspedes.

## Peñas y Asociaciones
Asociación "El Roblazo", creada en febrero de 1991, promueve y dinamiza la actividad cultural del pueblo, promoviendo la restauración y recuperación de costumbres, y otros bienes en beneficio de la comunidad.
Asociación de cazadores "La Herradura".
Existen también una serie de peñas las cuales son muy activas en épocas festivas. Aglutinan a un grupo de personas que por su rango generacional compone el grupo creando de esta manera la peña. Son las siguientes: Peña La Unión, Peña La Bota, Peña El Antro, Peña Los Chapuceros, Peña Los Akelares, Peña Los Peques, Peña Los Conejos Bananos, Peña Los Lunáticos, Peña Los que Faltaban, Peña Los Despeñados, Peña el Muedo.